# Château de la Foy
Le château de la Foy est situé sur la commune de Mouthiers-sur-Boëme, en Charente, à une dizaine de kilomètres au sud d'Angoulême.

## Historique
Ce château est situé près du lieu-dit la Foy, à 0,7 km au nord-est du bourg de Mouthiers, en tête d'un vallon sec affluent de la Charraud.
En 1094, le seigneur Chandéric de Mouthiers fonde à cet endroit une annexe du monastère (moustier) dédié à l'abbaye bénédictine Saint-Martial de Limoges. Ce fief dépend du château de la Rochandry et des archères du XIVe siècle témoignent de l'existence d'une maison forte à cette époque.
La chapelle est détruite lors de la guerre de Cent Ans et en 1536 le monastère passe au clergé séculier. Au début du XVIIe siècle, le domaine appartient aux Vigier, famille notable de l'Angoumois, puis passe par mariages à différentes familles : du Refuge, puis de Chambes en 1635, qui le possède jusqu'en 1814, puis par mariage, vente, échange et héritage, jusqu'à la famille Dexant qui le possède encore jusqu’à 2017,.
Le nom est parfois orthographié « la Foix » sur d'anciennes cartes, qui est une orthographe fantaisiste,.

## Architecture
Le bâtiment est de forme rectangulaire; il est orienté vers le sud-ouest et comprend deux époques : la partie nord date des XVe et XVIe siècles, et elle a été étendue au sud en 1719. La première partie comprend deux anciennes meurtrières et une échauguette coiffée en poivrière, un couloir voûté, un escalier et la cuisine dont le sol est en "caillebottage", revêtement en petits cailloux typique des cuisines de cette époque et de la région. La partie sud comprend le salon et salle à manger avec une cheminée style Régence. L'étage comprend les chambres, avec parquet en bois, cheminées Louis XIV et Louis XVI.
Le tout donne sur une vaste terrasse orientée au sud dominant le vallon avec balustrade. La cour est entourée d'un mur d'enceinte avec deux pavillons carrés aux angles.
Le 14 octobre 1963, le château (façades et toitures) est inscrit monument historique. Privé, il ne se visite pas.

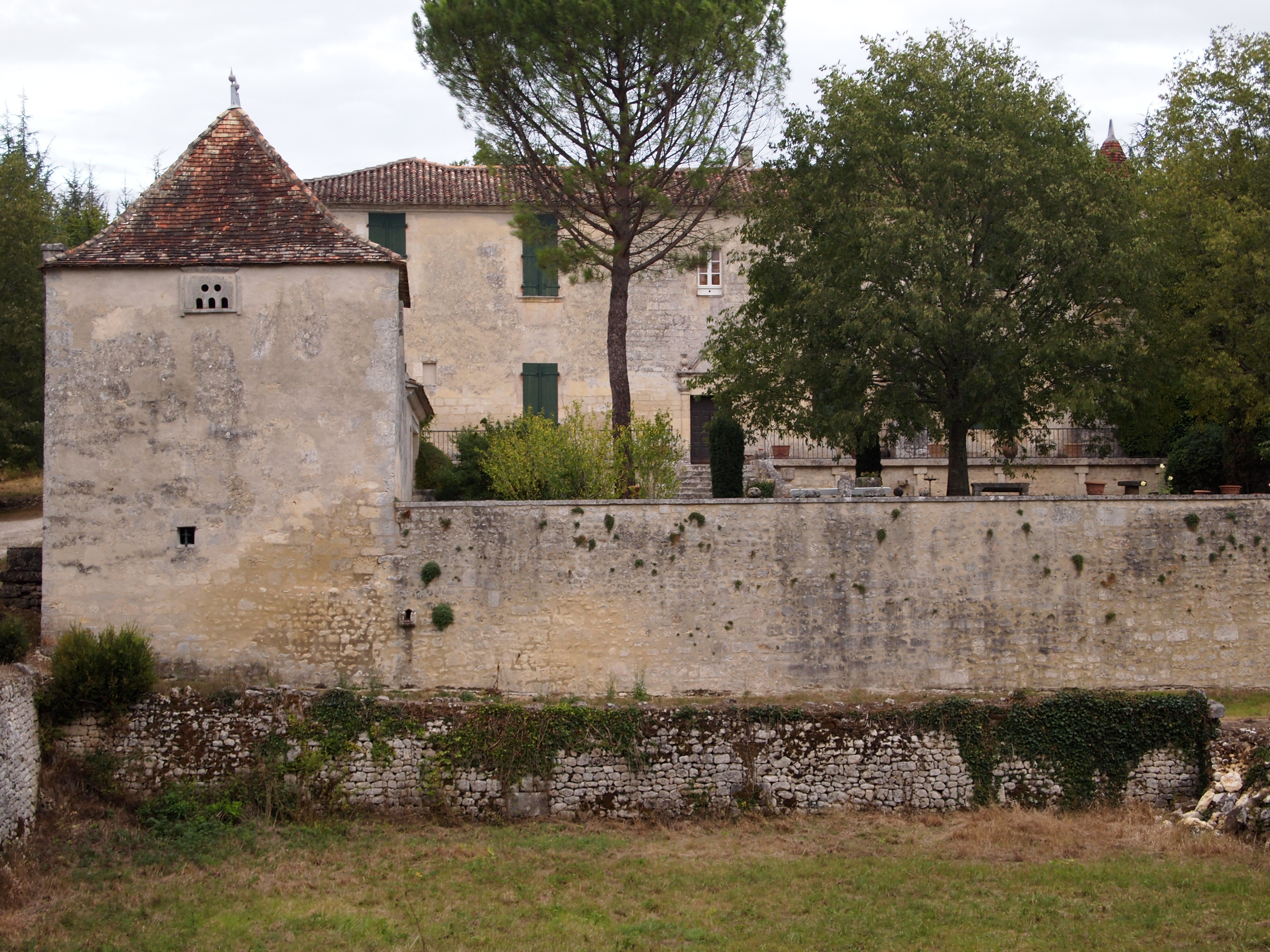
Pavillon ouest.